# Austrochorema nama
Austrochorema nama là một loài Trichoptera trong họ Hydrobiosidae. Chúng phân bố ở miền Australasia.